# Вертемате-кон-Миноприо
Вертема́те-кон-Мино́прио (итал. Vertemate con Minoprio, ломб. Vertemaa cont Minoeubra) — коммуна в Италии, находится в регионе Ломбардия, подчиняется административному центру Комо.
Население составляет 3864 человека (2003), плотность населения составляет 670 чел./км². Занимает площадь 5,77 км². Почтовый индекс — 22070. Телефонный код — 031.
Праздник ежегодно празднуется 17 января. Также 15 августа в коммуне особо празднуется Успение Пресвятой Богородицы.